# Lachsbach
Lachsbach (česky Lososový potok) je vodní tok v Saském Švýcarsku, 3 km dlouhý pravostranný přítok Labe.

## Charakteristika
Lachsbach vzniká v Porschdorfu (místní část města Bad Schandau) spojením řek Polenz a Sebnice, spolu s kterými je považován za vodní tok 1. řádu. Protéká zaříznutým údolím a po 3 km ústí na hranici Bad Schandau a Rathmannsdorfu nedaleko most Carolabrücke v protisměru zprava do Labe. Povodí Lachsbachu náleží k Děčínské vrchovině (na německém území nazývaná Elbsandsteingebirge), která je tvořená pískovcem. Lachsbach teče územím Chráněné krajinné oblasti Saské Švýcarsko a podél celého toku se rozkládá evropsky významná lokalita Lachsbach- und Sebnitztal. Údolím Sebnice a Lachsbachu prochází železniční trať Budyšín – Bad Schandau nazývaná Sebnitztalbahn (Dráha Sebnického údolí).